# ملعب خوسيه فييرو
ملعب خوسيه فييرو (بالإنجليزية: Estadio Monumental José Fierro)‏ هو ملعب كرة قدم يقع في توكومان، الأرجنتين، يتسع لـ 32,700 متفرج.

## التاريخ
بدأ بناء الملعب في 1922 وافتتح في مايو 21, 1922.